# Os Espetaculares
Os Espetaculares é um filme brasileiro do gênero comédia de 2020. É dirigido por André Pellenz, retrata uma uma história que se passa dos bastidores do stand-up. É protagonizado por Paulo Mathias Jr., Rafael Portugal, Luísa Perissé e Victor Meyniel.

## Sinopse
Ed Lima (Paulo Mathias Jr.) é um comedia que não anda com sua carreira muito estabilizada. Para pagar a pensão de seu filho de 12 anos, ele trabalha  como guarda noturno de um museu. Um dia, para escapar da prisão por falta de pagamento da pensão alimentícia, ele decide voltar aos palcos em grande estilo. Ele se junta com outros três humoristas: Ítalo (Rafael Portugal) é um ex-comediante que sonha em se tornar um ator dramático, Sara (Luísa Perissé) é uma jovem nerd dotada de piadas intelectuais e Maicondouglas (Victor Meyniel), um atende de padaria que aspira a comediante. Juntos eles formam o grupo "Os Espetaculares". Agora, Ed terá que aprender a lidar com o trabalho coletivo e aprender o valor da amizade.

## Produção
O filme nasceu de uma ideia da produtora Silvia Fraiha que, inicialmente, planejava fazer um documentário sobre os profissionais da comédia stand-up. Após alterar a ideia do projeto para um longa-metragem de ficção, André Pellenz assumiu a direção do filme.

## Lançamento
A produção tinha previsão de estreia para junho de 2020, mas a pandemia de COVID-19 fez com que o lançamento fosse adiado. Inicialmente, estreou em cinemas drive-in do Brasil.
A partir de 4 de setembro, o filme foi lançado em plataformas de streaming por assinatura ou aluguel.